# 新伊吉尔马
新伊吉尔马（羅馬化：Novaya Igirma）是俄罗斯伊尔库茨克州的工人村（市级镇），属下伊利姆斯克区，位于叶尼塞河流域内伊利姆河支流伊吉尔马河畔，在区行政中心热列兹诺戈尔斯克-伊利姆斯基及州府伊尔库茨克北偏西方。设有铁路车站伊吉尔马站。
该地2021年人口有8,954人；2010年人口10,161；2002年人口10,965；1989年人口13,070。